# Jeonji od Baekjea
Jeonji od Baekjea (? -420., vl. 405. – 420.) bio je 18. po redu vladar države Baekje, jednog od Tri kraljevstva Koreje.  Bio je najstariji sin kralja Asina koji ga je 394. potvrdio za vlastitog nasljednika.  Godine 397. je poslan kao talac u državu Wa (Japan), a odakle se vratio nakon očeve smrti 405. Prema predaji, tada je prijestolje uzurpirao njegov stric Seollye, ubivši njegovog brata Hunhaea. Jeonji je uzurpatora porazio uz pomoć klana Hae i u znak zahvalnosti se oženio za pripadnicu tog klana gospu Palsu. Za vrijeme vladavine su obnovljene diplomatske veze s južnokineskom dinastijom Jin.
Njegov najstariji sin je bio Guisin od Baekjea.